# Straßenbahn Posen
Die Straßenbahn Posen wird vom Städtischen Verkehrsbetrieb MPK Poznań betrieben. Zurzeit (2012) umfasst das Straßenbahnnetz in Posen (polnisch: Poznań) eine Streckenlänge von 65 km in Normalspur, auf denen 20 Linien verkehren. Eine Besonderheit ist die Stadtbahn zur Siedlung Jana III Sobieskiego, die in der Innenstadt einige Verzweigungen besitzt. Im örtlichen Dialekt wird die Straßenbahn Bimba (Pl. Bimby) genannt.

## Geschichte
Posen war seit dem Wiener Kongress von 1815 Hauptstadt der gleichnamigen Provinz im Königreich Preußen und als solche ab 1871 Bestandteil des Deutschen Kaiserreichs. Während des Großpolnischen Aufstands von 1918 und 1919 wurde großer Druck ausgeübt, um die Provinz an Polen anzuschließen, was im Friedensvertrag von Versailles 1919 völkerrechtlich festgelegt wurde. Von 1939 bis 1945 war Posen deutsch besetzt, anfangs als Teil des Militärbezirks Posen, ab 26. Oktober 1939 ohne Anerkennung durch die polnische Regierung annektiert als neuer Reichsgau Posen (ab 29. Januar 1940 dann unter der Bezeichnung Reichsgau Wartheland). Mit der sowjetischen Einnahme der Posener Region im Januar und Februar 1945 endete die deutsche Besatzung noch vor Ende des Zweiten Weltkriegs. Die heutige Woiwodschaft Großpolen umfasst ungefähr das Gebiet der alten Provinz Posen.

### Pferdebahn (1880–1898)
Die Berliner Unternehmer Otto Reymer und Otto Masch, auf deren Betreiben die 1888 eröffnete Wilmersdorf-Schmargendorfer Dampfstraßenbahn zurückgeht, führten die erste Pferdestraßenbahn in Posen ein. Nachdem Reymer & Masch die Konzession von der Stadt erhalten hatten, begann der Bau und am 30. Juli 1880 wurde die erste Linie vom Hauptbahnhof über die St.-Martin-Straße, Ritterstraße und den Wilhelms-Platz zum Altmarkt in Betrieb genommen. Eine Zweigstrecke von der Großen Gerberstraße ging ebenfalls in Betrieb. Nach einigen Wochen stand das Unternehmen fast vor dem Konkurs: es gab wenige Fahrgäste und die Zweigstrecke erwies sich als Misserfolg. Außerdem wurde die Pferdebahn von den polnischen Bewohnern der Stadt boykottiert, da die Wagen nur in deutscher Sprache beschriftet waren. Der Betrieb wurde von der Posener Pferde-Eisenbahngesellschaft aufgekauft, die gleichzeitig eine Konzession für den Betrieb in der ganzen Stadt bekam. Zu diesem Zeitpunkt waren 50 Wagen im Einsatz. Das Geschäft lief danach besser und 1896 wurden zwei neue Linien in Betrieb genommen: eine vom Altmarkt über Breslauer Straße, Petriplatz und Halbdorf-Straße zum Wildaer Tor und eine zweite von der Marienstraße durch die Tiergartenstraße, Hedwigstraße zum Jersitzer Markt. Nach einem Jahr wurde diese Strecke über die Feldstraße zur Chemiefabrik verlängert. Beide neuen Strecken waren bereits für elektrische Straßenbahnen vorbereitet, da sie auf einen stärken Oberbau gegründet waren, um schwerere Wagen zu tragen. Die größte Ausdehnung des Pferdebahnnetzes betrug 37 Kilometer.

### Elektrische Straßenbahn

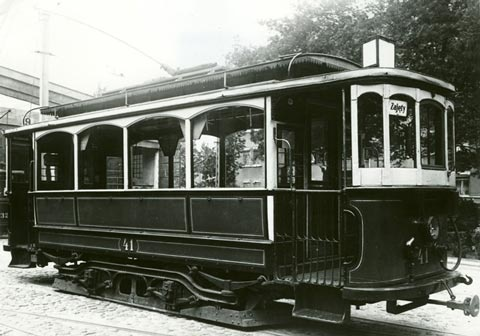
Neue Straßenbahnwagen des Herstellers Carl Weyer aus der Serie von 1904, Nrn. 39–52

Ab 6. März 1898 wurde die Pferdebahn durch die elektrische Straßenbahn ersetzt. Es wurden drei Linien in Betrieb genommen, die mit Farben gekennzeichnet wurden:
- Weiß – der Ersatz der Pferdebahnlinie vom Hauptbahnhof über den Altmarkt zur Dominsel
- Rot – vom Jersitzer Markt über die Hedwigstraße, Tiergartenstraße, St.-Martin-Straße und dann längs der alten Pferdebahnstrecke über den Altmarkt zum Wildaer Tor
- Gelb – vom Hauptbahnhof wie die weiße Linie, aber nur bis zur Großen Gerberstraße

Im April 1898 ging eine vierte Linie in Betrieb:
- Grün – vom Altmarkt über die St.-Martin-Straße und die Glogauer Straße nach Górczyn

Der Fahrpreis betrug 10 bis 20 Pfennig, nach 23 Uhr wurde der doppelte Fahrpreis erhoben. Zur Stromabnahme aus der Oberleitung wurde der Rollenstromabnehmer benutzt. Vor dem Ersten Weltkrieg wurden verschiedene Netzerweiterungen in Betrieb genommen, zum Beispiel zum kommunalen Schlachthof, zum Gerichtsplatz, zum Eichwald-Tor und zu den Stadtteilen Schrodka, Solacz und Dembsen. Neue Strecken in der Innenstadt mussten die stark nachgefragten Verbindungen entlasten. Es wurden neue Brücken über die Eisenbahn gebaut: die Theaterbrücke und die Bahnhofsbrücke.
In der Zwischenkriegszeit wurden die Stadtteile Golęcin, Dębina, Ogrody, Grunwald und Winiary an das Straßenbahnnetz angeschlossen. Die Strecke nach Dębiec wurde verlängert. In derselben Zeit wurden einige Strecken aus den engen Straßen in der Altstadt zu den heutigen Strecken verlegt, weil die Wagen dort zu stark behindert wurden. Wegen der Weltwirtschaftskrise ab 1929 wurde eine geplante Strecke nach Główna nicht gebaut und es kam auf dieser Strecke stattdessen eine zu geringeren Kosten realisierbare Oberleitungsbuslinie zum Einsatz.

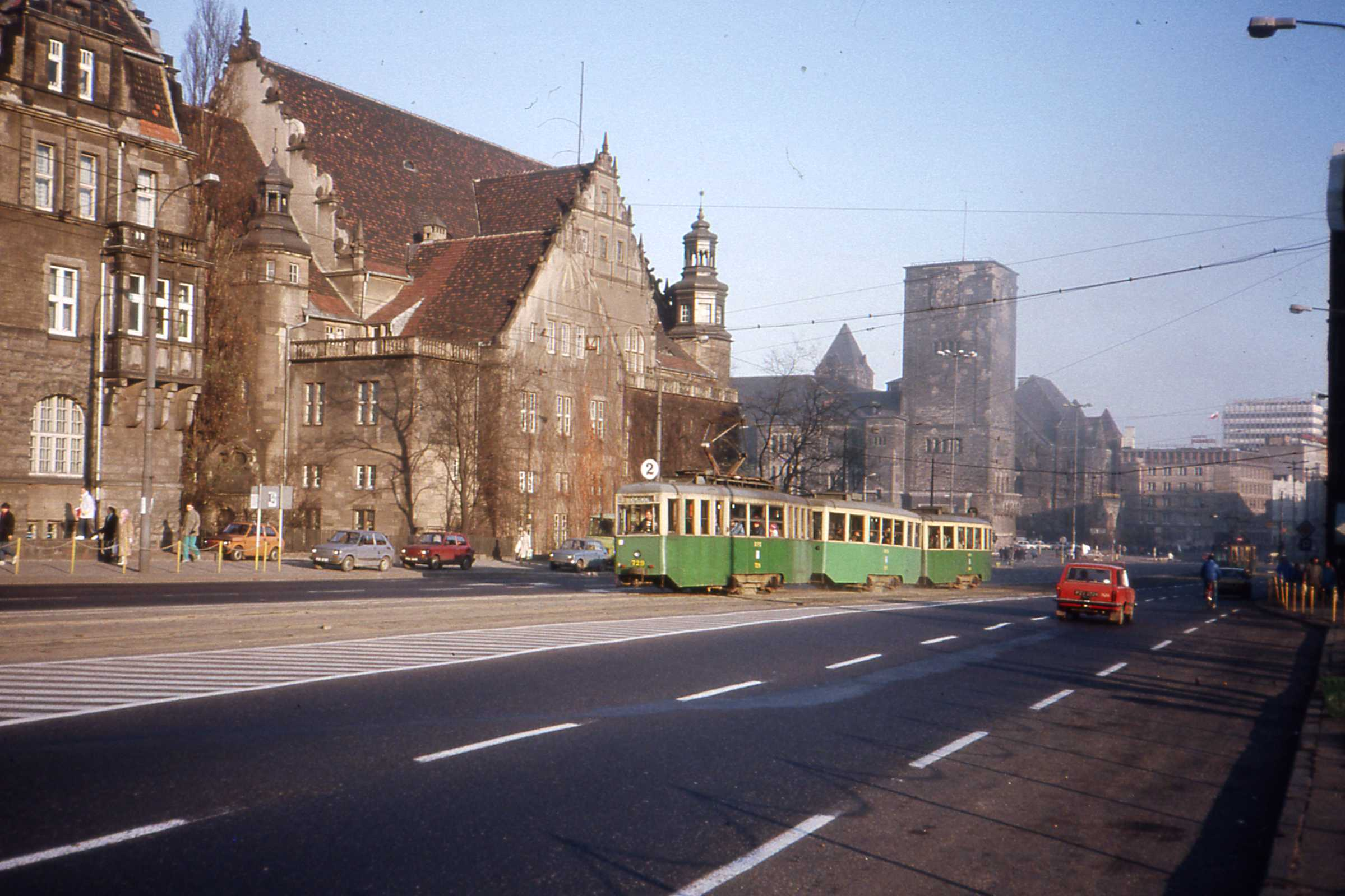
Typisch für die Jahre vor dem Fall des Eisernen Vorhangs und kurz danach waren die Traktionen aus einem N-Triebwagen mit zwei Beiwagen, hier Triebwagen 729 auf der Linie 2, November 1989

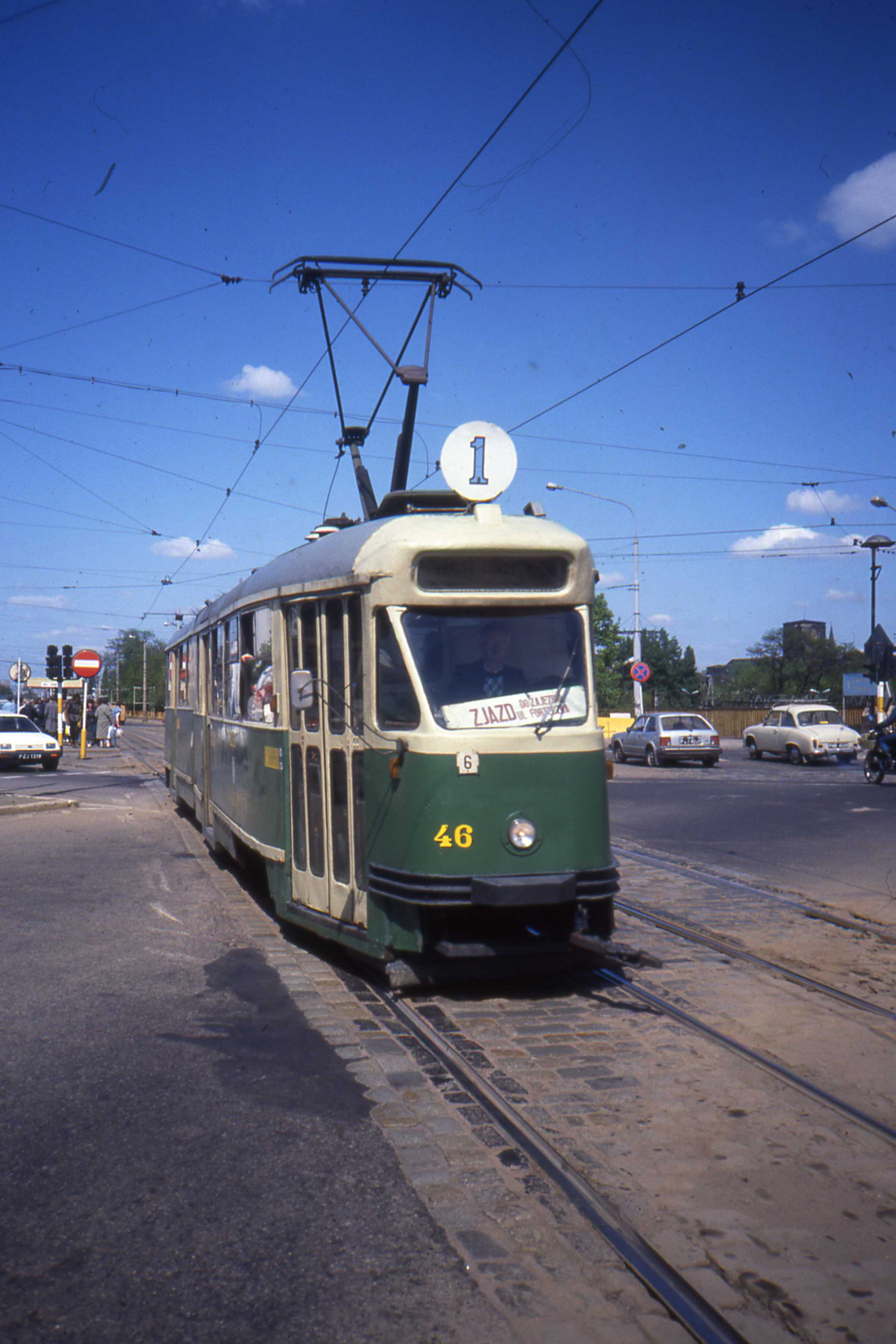
Im Mai 1991 verkehrten noch Einzelgelenk-Triebwagen Konstal 102Na. Der Zielfilm des Wagens Nr. 46 auf der Linie 1 fehlt und ist durch einen Karton hinter der Windschutzscheibe ersetzt.

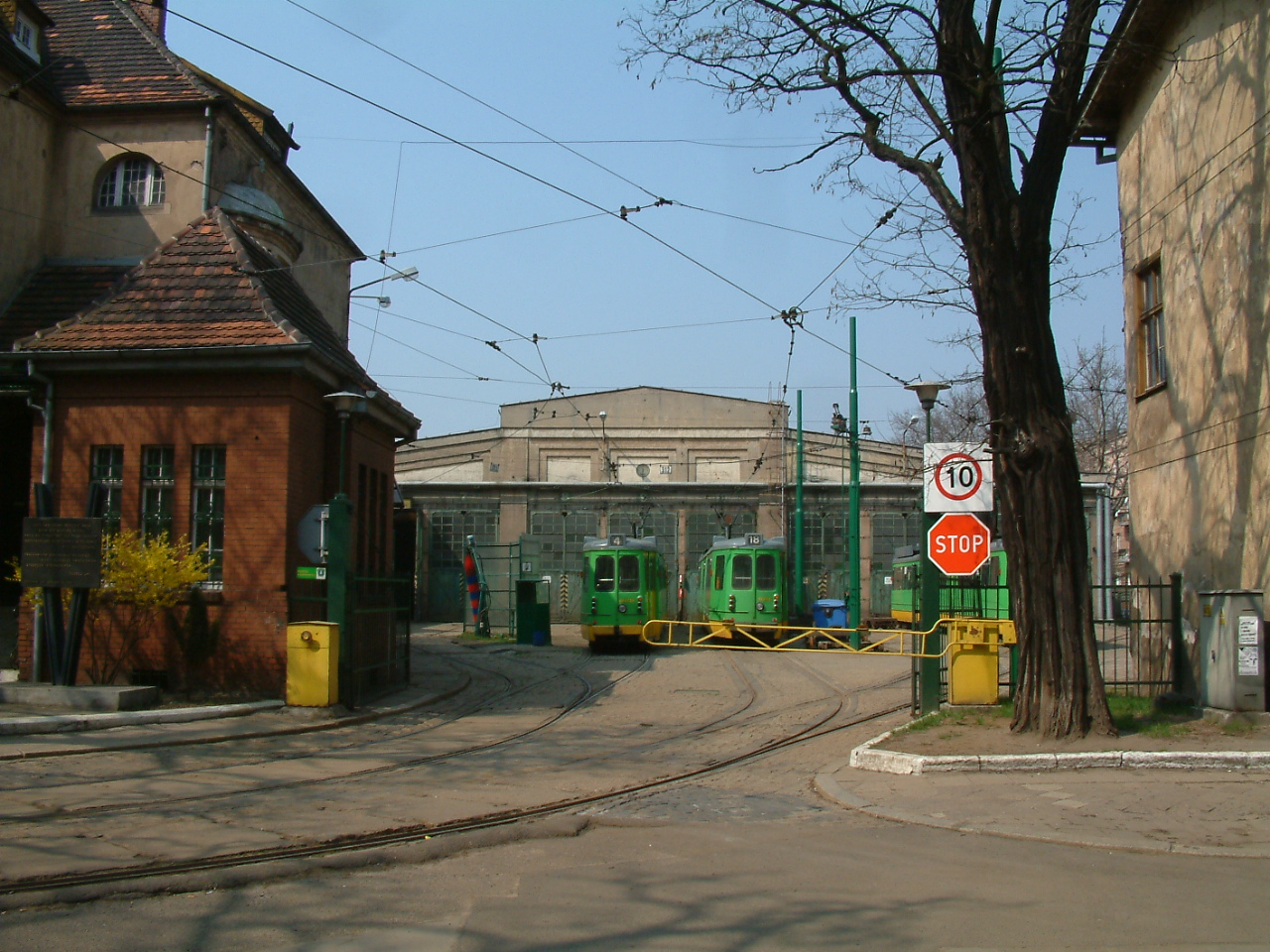
Depot Główna Gajowa mit ex-Amsterdamer Triebwagen

### Nach dem Zweiten Weltkrieg
Nach der Schlacht um Posen lag die Hälfte der Stadt in Trümmern, die Innenstadt war zu fast 90 Prozent zerstört. Fast alle Strecken waren schwer beschädigt und lagen unter gut einem Meter Trümmern und Schutt, die gesamte Oberleitung war vernichtet oder entfernt und weggeschafft, fast der gesamte Wagenpark war gestohlen, verbrannt oder unbrauchbar. Zwei Jahre nach Kriegsende konnte der Straßenbahnverkehr fast vollständig wieder in Betrieb genommen werden. Gleichzeitig wurde die Oberleitung so aufgebaut, dass sie für den Einsatz von Scherenstromabnehmern geeignet war. Die Wohn- und Industriegebiete im Osten der Warthe waren noch nicht mit der Straßenbahn erreichbar. Einige Strecken in der Innenstadt wurden nicht wieder aufgebaut und stattdessen wurde eine neue Strecke über den Bernardyński-Platz gebaut. Erst im Jahr 1952 konnte die Verbindung in den Ostteil der Stadt mit der Eröffnung der Marchlewski-Brücke (heute: Królowej Jadwigi-Brücke) wiederhergestellt werden. In den folgenden Jahren wurden viele neue Straßenbahnstrecken gebaut, um die Innenstadt mit den zahlreichen neuen Wohngebieten zu verbinden:
- von 1955 bis 1957 eine Strecke längs der Marchlewskiego-Straße (heute: Królowej Jadwigi-Straße)
- von 1968 bis 1973 eine Strecke über die Przybyszewskiego-Straße, Reymonta-Straße und Hetmańska-Straße
- von 1974 bis 1977 vom Wielkopolski-Platz über Małe Garbary-Straße, Estkowskiego-Straße zum Kreisverkehr Śródka
- von 1983 bis 1985 von Lecha über die Jedności Słowiańskiej-Straße (heute: Chartowo und Żegrze) zur Hetmańska-Straße

Schließlich wurden die Wohn- und Industriegebiete, die am weitesten von der Stadt entfernt liegen, an das Straßenbahnnetz angeschlossen:
- zwischen 1949 und 1950 Strecke zum öffentlichen Friedhof in Junikowo
- zwischen 1957 und 1964 zur Wilczak-Straße (der Abzweig zur Serbska-Straße wurde 1974 hinzugefügt)
- 1955 von Rataje zur Reifenfabrik Stomil in Starołęka, diese Strecke wurde 1967 zum Bahnhof Poznań Starołęka verlängert
- 1959 nach Zawady über Śródka mit einem Abzweig zur Siedlung Warszawskie, in 1974 verlängert nach Miłostowo
- 1979 nach Chartowo und zur Siedlung Lecha
- 1980 nach Winiary und zur Piątkowska-Straße

Von großer Bedeutung für das Straßenbahnsystem war die 1994 von der Stadtverwaltung beschlossene Strategie, dass die Basis des öffentlichen Stadtverkehrs aus einem Netz von schnellen Straßenbahnverbindungen bestehen soll. Eine Folge davon ist, dass beim Umbau von Straßen, Kreuzungen und Plätzen für die Bahn ein eigener Gleiskörper angelegt wird und Ampelvorrangschaltungen installiert werden.

## Aktuelles Liniennetz

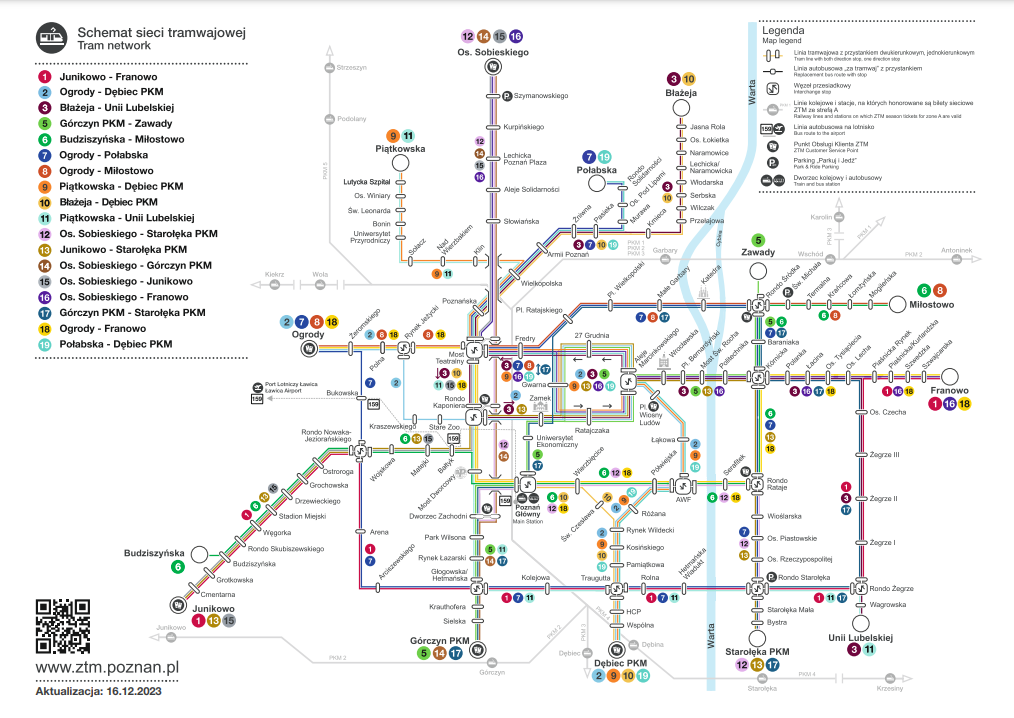
Schematischer Netzplan (2023)

| Linie | Karte | Strecke                                         | Länge  | Fahrzeit | Halte | Fahrzeuge                                                                                           | Bemerkung                                                       |
| ----- | ----- | ----------------------------------------------- | ------ | -------- | ----- | --------------------------------------------------------------------------------------------------- | --------------------------------------------------------------- |
|       |       | Gajowa ↔ Gajowa                                 | 9 km   | 40 min   | 4     | Museumswagen                                                                                        | Touristische Linie                                              |
|       |       | Junikowo ↔ Franowo                              | 15 km  | 40 min   | 31/32 | - Konstal 105Na - Moderus Alfa - Moderus Gamma - Tatra RT6 MF06 AC                                  |                                                                 |
|       |       | Ogrody ↔ Dębiec                                 | 9,9 km | 34 min   | 22/23 | - Konstal 105Na - Moderus Alfa - Moderus Beta - Siemens Combino                                     |                                                                 |
|       |       | Unii Lubelskiej ↔ Błażeja                       | -      | 44 min   | 36/37 | - Moderus Beta - Moderus Gamma - Düwag GT8ZR                                                        |                                                                 |
|       |       | Górczyn PKM ↔ Zawady                            | -      | 31 min   | 22    | - Konstal 105Na - Moderus Alfa - Solaris Tramino - Moderus Gamma                                    |                                                                 |
|       |       | Budziszyńska ↔ Miłostowo                        | -      | 37 min   | 30    | - Konstal 105Na - Moderus Alfa - Moderus Beta - Moderus Gamma - Solaris Tramino                     |                                                                 |
|       |       | Ogrody ↔ Połabska                               | -      | 55 min   | 37/38 | - Konstal 105Na - Moderus Alfa - Moderus Beta - Moderus Gamma                                       |                                                                 |
|       |       | Górczyn PKM ↔ Miłostowo                         | -      | 27 min   | 18    | - Konstal 105Na - Moderus Alfa - Moderus Beta - Moderus Gamma                                       |                                                                 |
|       |       | Piątkowska ↔ Dębiec PKM                         | -      | 38 min   | 27/28 | - Siemens Combino - Solaris Tramino                                                                 |                                                                 |
|       |       | Błażeja ↔ Dębiec PKM                            | -      | 39 min   | 28    | - Moderus Beta - Moderus Gamma - Düwag GT8ZR                                                        |                                                                 |
|       |       | Piątkowska ↔ Unii Lubelskiej                    | -      | 39 min   | 28    | - Konstal 105Na - Moderus Alfa - Moderus Beta - Solaris Tramino                                     |                                                                 |
|       |       | Siedlung Jana III Sobieskiego ↔ Starołęka PKM   | -      | 37 min   | 25    | - Konstal 105Na - Moderus Alfa - Moderus Beta - Moderus Gamma - Solaris Tramino - Tatra RT6 MF06 AC |                                                                 |
|       |       | Junikowo ↔ Starołęka PKM                        | -      | 43 min   | 32/36 | - Siemens Combino - Moderus Gamma - Solaris Tramino                                                 |                                                                 |
|       |       | Siedlung Jana III Sobieskiego ↔ Górczyn PKM     | -      | 22 min   | 15    | - Konstal 105Na - Moderus Alfa - Moderus Beta - Solaris Tramino                                     |                                                                 |
|       |       | Siedlung Jana III Sobieskiego ↔ Junikowo        | -      | 30 min   | 21/23 | - Konstal 105Na - Moderus Alfa - Moderus Beta - Solaris Tramino - Tatra RT6 MF06 AC                 |                                                                 |
|       |       | Siedlung Jana III Sobieskiego ↔ Franowo         | -      | 29 min   | 25    | - Konstal 105Na - Moderus Alfa - Moderus Beta - Solaris Tramino                                     |                                                                 |
|       |       | Górczyn PKM ↔ Starołęka PKM                     | -      | 49 min   | 35/36 | - Konstal 105Na - Moderus Alfa - Moderus Beta - Solaris Tramino                                     |                                                                 |
|       |       | Franowo ↔ Ogrody                                | -      | 37 min   | 25    | - Konstal 105Na - Moderus Alfa - Moderus Beta - Moderus Gamma - Tatra RT6 MF06 AC                   |                                                                 |
|       |       | Połabska ↔ Dębiec PKM                           | -      | 36 min   | 25/26 | - Konstal 105Na - Moderus Alfa - Moderus Beta - Moderus Gamma - Tatra RT6 MF06 AC                   | Verstärkungslinie, nur zur Hauptverkehrszeit                    |
|       |       | Siedlung Jana III Sobieskiego ↔ Marcinkowskiego | -      | 16 min   | 16    | Duewag GT8, Solaris Tramino                                                                         | Nachtlinie                                                      |
|       |       | Siedlung Jana III Sobieskiego ↔ Franowo         | -      | 29 min   | 15    | Duewag GT8, Solaris Tramino                                                                         | Nachtlinie, verkehrt nur in den Nächten von Freitag bis Sonntag |

## Stadtbahn (Poznański Szybki Tramwaj)

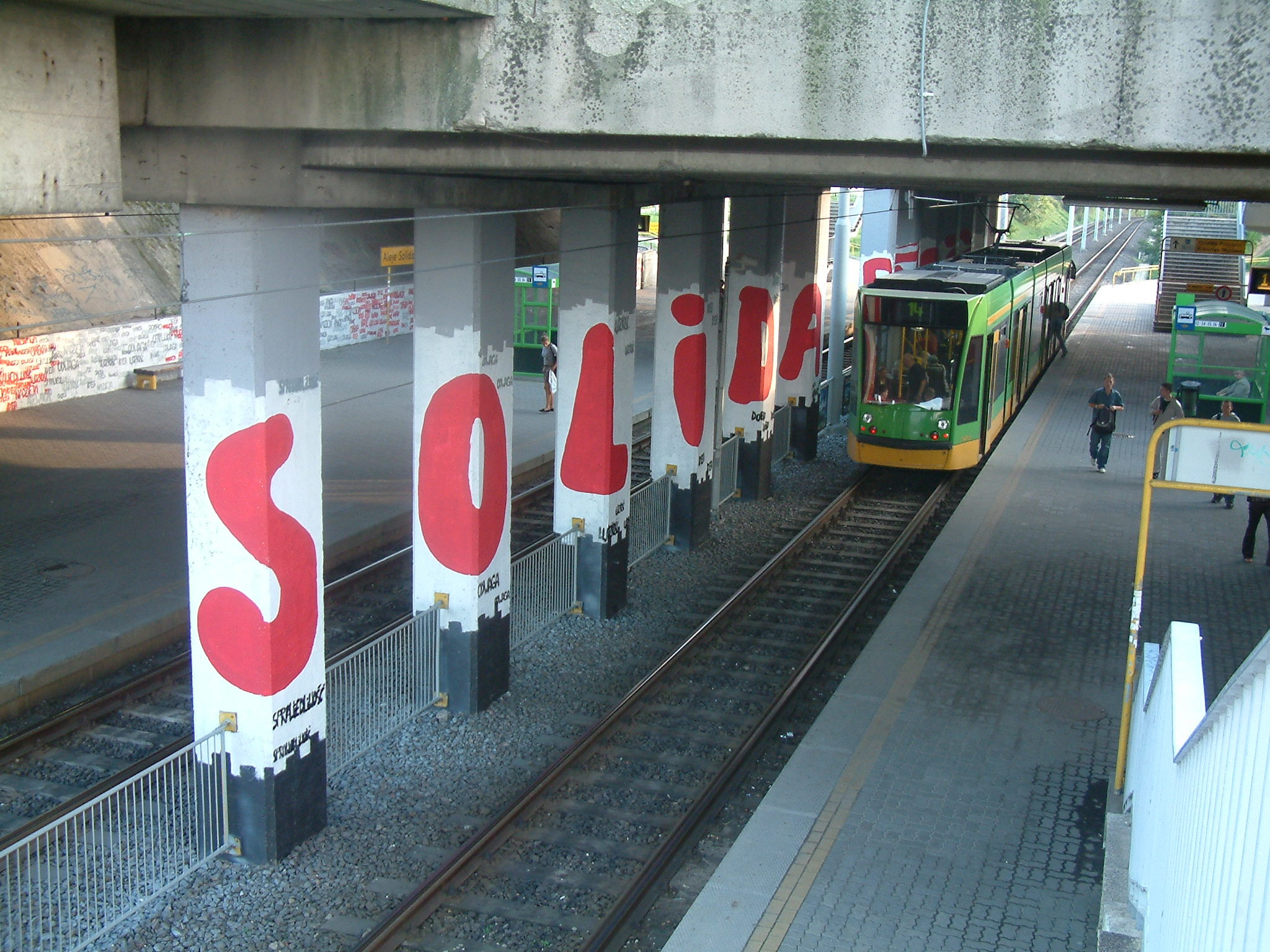
Haltestelle Aleje Solidarności auf der PST-Strecke

Eine wichtige Neuerung wurde am 1. Februar 1997 mit der Inbetriebnahme einer 6,1 km langen Stadtbahnlinie in den Norden der Stadt erreicht. Eine schnelle Straßenbahn in den Norden wollte die Stadtverwaltung bereits in den 1920er Jahren, als die Stadtteile Winogrady und Piątkowo bereits in Bau waren. In den 1970er Jahren kam der Plan in einer Art Premetro, die den Norden über die Stadtmitte mit dem Süden verbinden sollte, wieder auf die Tagesordnung. Diese Idee war inspiriert vom Bau der Premetro Brüssel. Der Bau des Nordastes wurde 1982 mit einer ersten Erweiterung nach Murowana Gośliny begonnen, aber musste wegen finanzieller Probleme gestoppt werden. Eine Überführung am Straßenbahndepot Lechicka ist noch Zeuge des Plans, eine unterirdische Verbindung ins Stadtzentrum zu bauen, aber diese Überführung wurde in der schließlich ausgeführten Planung nicht gebraucht. Eine Haltestelle auf der Überführung, geplant als PST Wielkopolska, wurde gestrichen.
Die neue Stadtbahnlinie, genannt Pestka, verbindet die Innenstadt mit der Satellitenstadt Jana III Sobieskiego im Norden von Posen. Die Strecke verläuft vollständig auf eigenem Gleiskörper in Troglage und ist kreuzungsfrei. Die Bahnhöfe sind stadtbahnartig, aber mit niedrigen Bahnsteigen. Auf der Höhe der Roosevelt-Straße geht die Strecke ins normale Straßenbahnnetz über und verzweigt sich in eine Anzahl Linien (2012: 12, 14, 15, 16 (früher D) und 26) in verschiedene Richtungen. Eine Nachtlinie (N21, früher N14) verbindet nachts im 40-Minuten-Takt die Vorstadt mit der Innenstadt. Die neue Stadtbahnstrecke ist geplant für eine Kapazität von 6000 Fahrgästen pro Richtung und Stunde. Sie wird von vier Linien und einer HVZ-Linie bedient. Die Strecke hat sechs Haltestellen, die alle mit einer Farbe gekennzeichnet sind und von fünf dieser Haltestellen verkehren Busse zu den weiter abgelegenen Dörfern und Siedlungen.

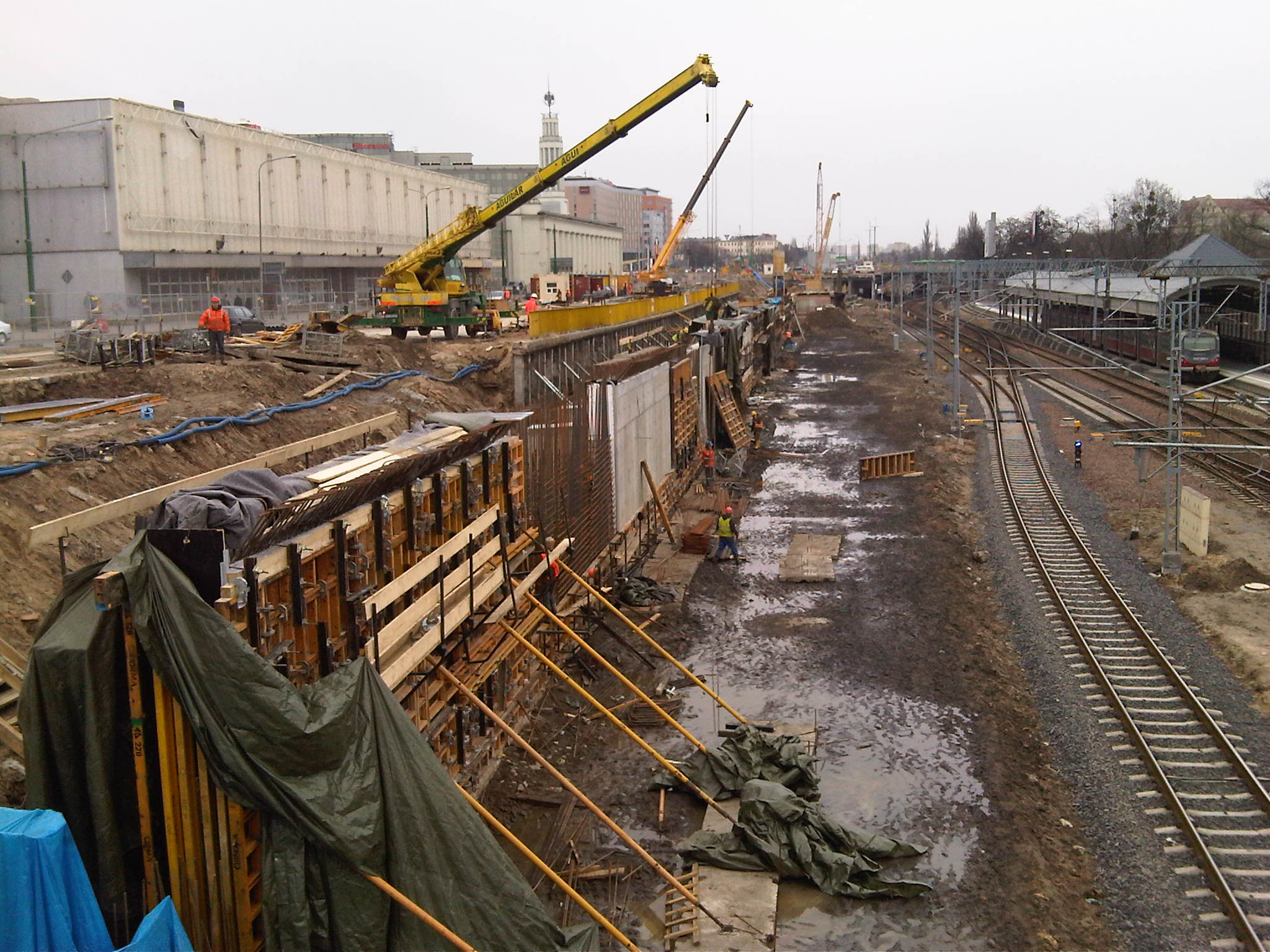
Bau der Verlängerung der Stadtbahn PST, Blick von der Dworcowego-Brücke entlang der Roosevelt-Straße.

Die zukünftige Erweiterung, die als erste in Angriff genommen wird, ist der Ersatz des straßenbündigen Abschnittes ab der Roosevelt-Straße durch eine Linienführung längs des Einschnitts der Eisenbahn bis zum Hauptbahnhof. An der heutigen Brücke über die Haltestelle Poznańska wird dieser Anschluss realisiert. Eine Verlängerung von dort nach St. Głogowska, der heutigen Endstelle der Linien 5, 8 und 14, befindet sich in Planung. Zwei Haltestellen sollen gebaut werden, und die Strecke soll dann vorläufig am Bahnhofsgebäude enden. Im Norden ist eine Verlängerung zum Universitätscampus angestrebt, aber diese befindet sich noch im Verhandlungsstadium. Eine andere Entwicklung ist der Bau einer Stadtbahn über eine neue Trasse in den Osten der Stadt. Dieses Projekt wurde als Ratajski Szybki Tramwaj am 14. August 2007 in Betrieb genommen. Die Neubaustrecke verbindet den Wiosny Ludów-Platz über die Podgórna-Straße, Dowbora Muśnickiego-Straße, Mostowa-Straße, św. Rocha-Brücke und Kórnicka-Straße mit der Jana-Pawła-II-Straße und danach weiter in die Siedlung. Sie wird von den Linien 5, 13 und 16 befahren, wobei die Linie 16 als einzige sowohl die nördliche als auch die östliche Stadtbahnstrecke bedient.

## Erweiterungspläne

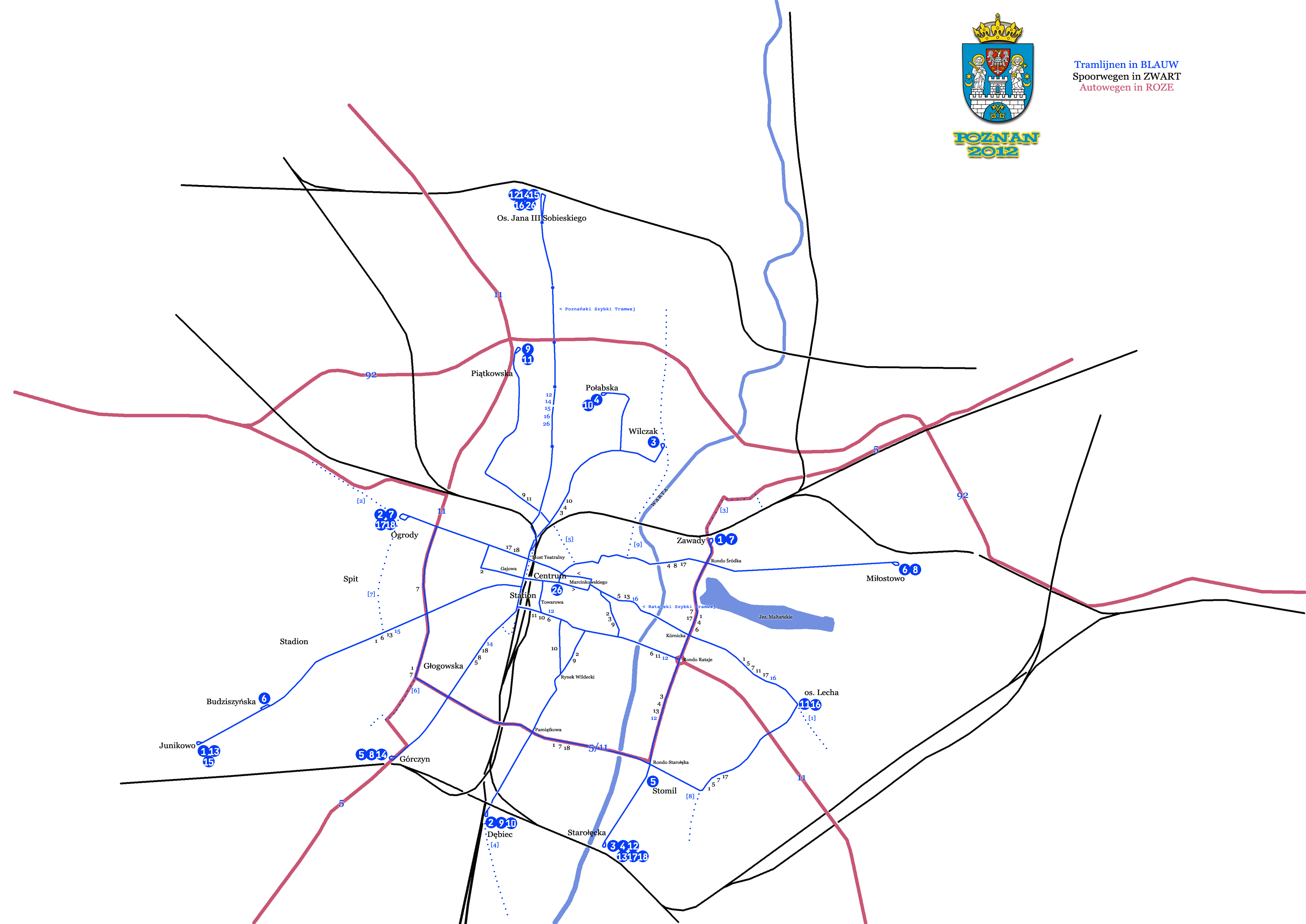
Netz mit Erweiterungsplänen

Es gibt mehrere Erweiterungspläne für das Straßenbahnnetz von Posen, für die eine Finanzierung gesucht wird. Einige große Wohnviertel wie zum Beispiel Dębiec im Süden, Podolany im Nordwesten und Wola und Smochowice im Westen sollen an die Straßenbahn angeschlossen werden. Die Planungen und Ideen umfassen:
- Streckenverlängerung von der Siedlung Lecha über die Piaśnicka-Straße zum Industriegebiet Franowo ([1] auf der Karte)
- Verlängerung von der Endstelle Ogrody über die Dąbrowskiego-Straße zur Polska-Allee ([2] auf der Karte)
- Verlängerung von der Endstelle Zawady über die Zawady-Straße und die Główna-Straße zum Bahnhof Poznań Wschód ([3] auf der Karte)
- Verlängerung von Dębiec über die Straße des 28. Juni 1956 zur Siedlung Dębina ([4] auf der Karte)
- eine neue Strecke über die Ratajczak-Straße, den Cyryl Ratajski-Platz, die Solna-Straße und die Nowowiejskiego-Straße ([5] auf der Karte)
- eine neue Strecke zur Siedlung Kopernika über die Arciszewski-Straße und die Pogodna-Straße ([6] auf der Karte)
- eine neue Strecke von Ogrody über die Szpitalna-Straße und die Grochowska-Straße in Richtung von Junikowo ([7] auf der Karte)
- Abzweig am Kreisverkehr Żegrze zur Falista-Straße ([8] auf der Karte)
- Abzweig von der Haltestelle Male Garbary über die Szelągowska-Straße zur Endstelle Wilczak und dann über die Naramowickiej-Straße zum großen Wohnviertel Naramowice ([9] auf der Karte). Für den Abschnitt von Wilczark nach Naramowice stellt die Europäische Union Geld bereit.[1]

## Fahrzeuge

### Geschichte
Posen hat eine wechselhafte Geschichte in Bezug auf die eingesetzten Straßenbahnwagen.
- Die Pferdebahn fuhr mit zweiachsigen Wagen mit hölzernem Wagenkasten, deren Einstiegsplattformen offen waren. Die Konstruktion erfolgte bei Herbrand in Köln.
- Die ersten elektrischen Straßenbahnwagen wurden von der Bergischen Stahlindustrie gebaut, während die elektrische Ausrüstung von der Union-Elektricitäts-Gesellschaft Berlin geliefert wurde. Die Wagen bekamen die Nummern 1 bis 15, sie hatten offene Plattformen und drei Bogenfenster je Seite. In den 1920er Jahren wurden sie bereits ausgemustert.
- Die Straßenbahnfabrik Carl Weyer & Co. in Düsseldorf baute den Typ W für Posen. Diese wurden zwischen 1904 und 1911 mit insgesamt 37 Exemplaren ausgeliefert und 39–52 und 70–92 nummeriert. 1937 wurden sie umnummeriert in eine durchgehende Serie: 47-98. 20 dieser Wagen bekamen 1938 geschlossene Plattformen und Schiebetüren zwischen diesen und dem Wageninnern. Im Jahr 1943 wurden die übrigen Wagen zu Arbeitswagen umgebaut und nach dem Zweiten Weltkrieg taten sie noch Dienst in Gorzów Wielkopolski (deutsch: Landsberg an der Warthe). Diese Wagen waren länger als die erste Serie, sie hatten vier große gebogene Seitenfenster.

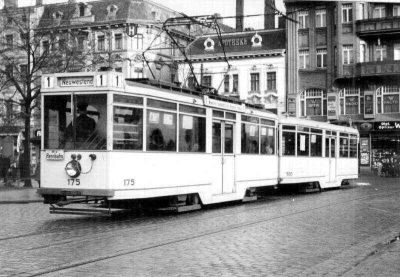
Mitteleinstiegswagen vom Typ Wismar 2D aus Stettin (Aufnahme in Stettin)

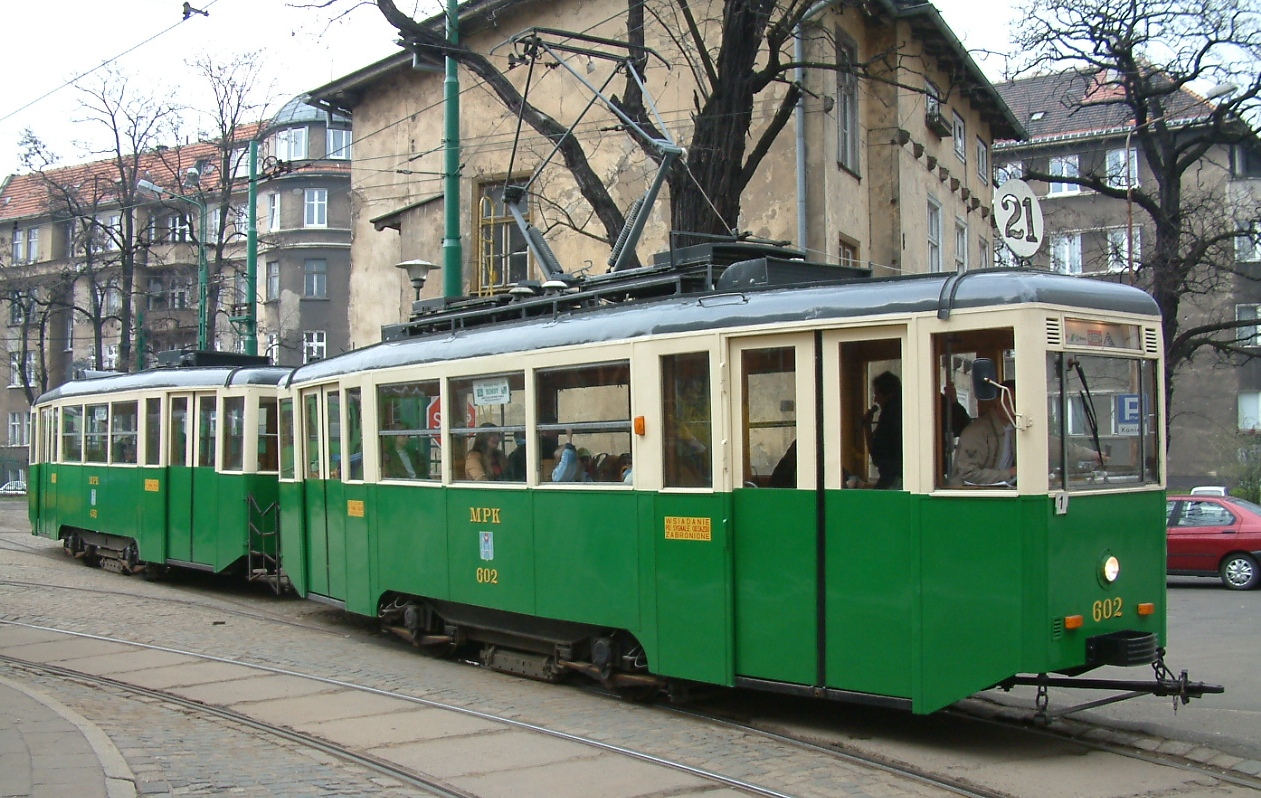
Restauriertes Konstal-N-Paar

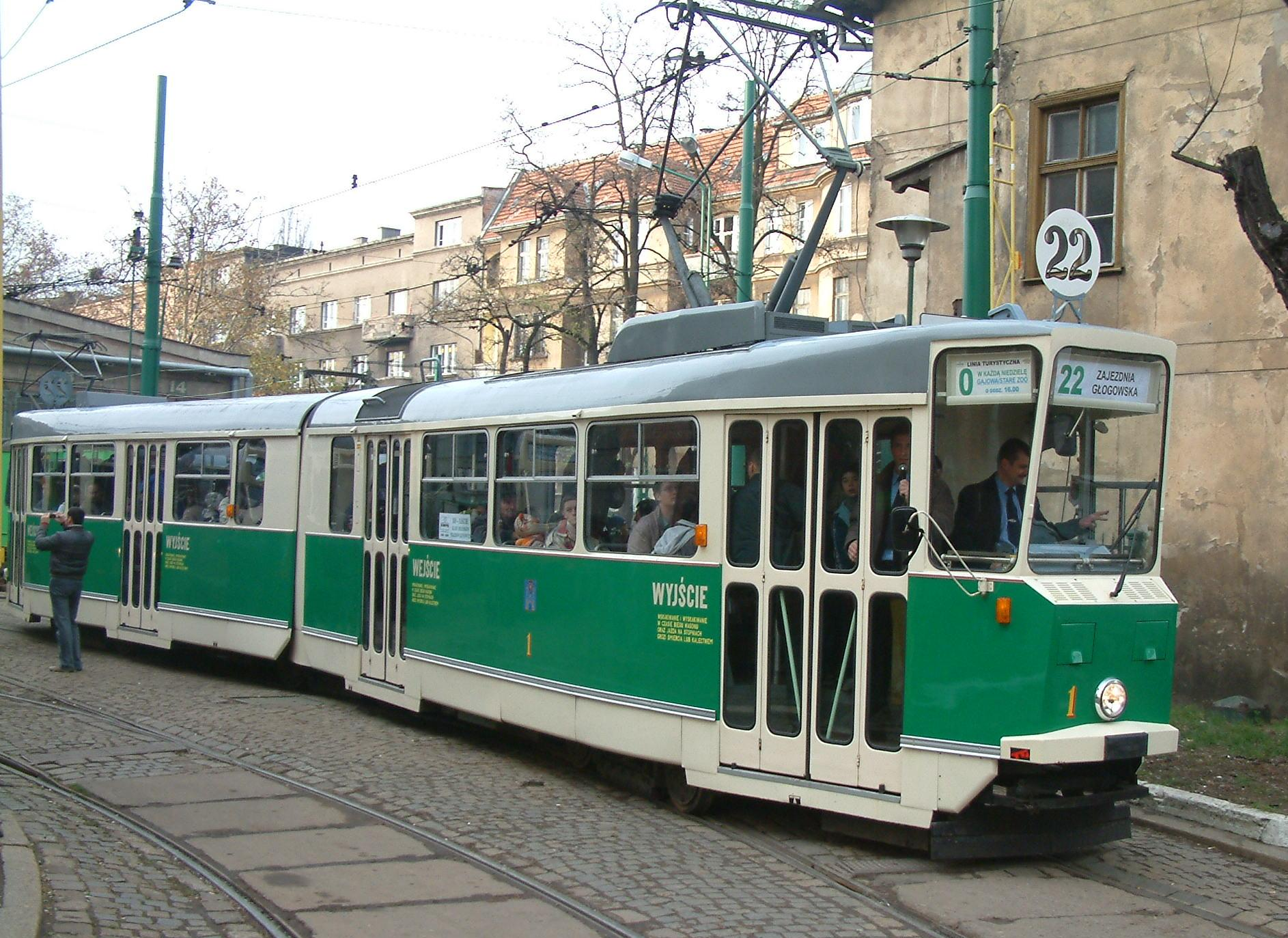
Restaurierter Einzelgelenk-Triebwagen Konstal 102N während einer Museumsfahrt

- Der Typ L wurde von Linke-Hofmann in Breslau gebaut und in den Jahren 1914 und 1915 nach Posen geliefert. Diese großen zweiachsigen Wagen mit vier sehr großen Seitenfenstern hatten bereits von Beginn an geschlossene Plattformen und wurden von 53–65 nummeriert (nach 1941: 80–92). Nach dem Zweiten Weltkrieg wurden diese Wagen komplett umgebaut und erhielten eine Stahlkarosserie. In den 1950er Jahren wurden sie nach Jelenia Góra (deutsch: Hirschberg im Riesengebirge) verkauft.
- Der Typ R, gebaut von der den Ringhoffer-Werken in Prag-Smichov mit einer elektrischen Ausrüstung von den Siemens-Schuckertwerken oder Brown, Boveri & Cie., wurde in den Jahren 1924 bis 1926 in Dienst gestellt und trug die Nummern 66–69 und 93–103 (nach 1937: 31–45, nach 1941: 100–114). Diese Wagen besaßen große Ähnlichkeit mit dem Typ M (Serie 4001–4150) der Straßenbahn Wien und bekamen nach dem Zweiten Weltkrieg einen neuen Unterbau, der auf dem Konstal-Typ N beruhte. In den 1960er Jahren wurden sie ausgemustert.
- Der Typ Z, 1929 gebaut von L. Zieleniewski und Fitzner-Gamper in Sanok, wurde unter den Nummern 1–15 und 104–108 (nach 1937: 1–20, nach 1941: 120–139) in Dienst gestellt. Nach dem Krieg wurden sie restauriert und in den 1960er Jahren wurden einige noch zu Beiwagen umgebaut. Diese Wagen besaßen große Ähnlichkeiten mit den genannten Wiener Triebwagen. Die Typen R und Z besaßen von Beginn an eine stählerne Karosserie.
- Der Typ C wurde 1937 vom örtlichen Waggonbauer Cegielski in einer Serie von zehn Stück produziert: Nummern 21–30, später nummeriert als 140–149 und nach dem Krieg 141–150. Im Jahr 1969 wurden diese großen stählernen Triebwagen zu Beiwagen umgebaut. Diese Wagen ähnelten sehr dem genannten Wiener Typ, waren aber länger und hatten eine andere Front.

Im Zweiten Weltkrieg kamen über das Reichsleistungsgesetz überschüssige Wagen deutscher Betriebe nach Posen, um den dort vorhandenen Bedarf zu decken. Zwei Triebwagen kamen von der Straßenbahn Dresden (Typen A1/3), fünf aus Karlsruhe (in Posen: Nr. 40–44), zwei Z1t Wagen aus Hamburg (gebaut von den Fahrzeugwerkstätten Falkenried) und vier Wagen aus Berlin (in Posen: Nr. 405 und 406 sowie Nr. 407 und 408). Alle Wagen waren zweiachsig und um 1900 gebaut.
- Die ersten Kriegsstraßenbahnwagen (KSW) der Firma Fuchs aus Heidelberg erreichten 1944 Posen, während sie eigentlich für Wien bestimmt waren. Wegen der Kriegssituation wurden sie jedoch nach Posen umgeleitet. Fünf dieser Wagen hatten weder elektrische Ausrüstung noch Motoren und wurden mit Hilfe von alten Fahrgestellen aufgebaut. Erst Mitte der 1960er Jahre bekamen diese Wagen verbesserte Motoren und wurden zu Einrichtungswagen umgebaut.

Nach dem Zweiten Weltkrieg wurden einige Gebrauchtfahrzeuge gekauft, um die schlechte Situation durch die Vielzahl beschädigter und zerstörter Wagen zu lösen.
- Aus Stettin kamen Wagen des Typs Dessau S1, die die Nummern 2–8 bekamen. Es waren traditionelle zweiachsige Wagen mit vier Seitenfenstern. In den 1960er Jahren wurden sie abgestellt.
- Ebenfalls aus Stettin kamen Wagen des Typs Wismar S2D mit einem Mitteleinstieg und einem Niederflurmittelteil, die den Rotterdamer Vierachsern ähnelten. Sie waren ein wenig kürzer und leichter und besaßen zwei einachsige Drehgestelle. Diese von Linke-Hofmann gebauten Wagen bekamen die Nummern 9–15 und wurden in den 1950er Jahren zu Beiwagen umgebaut. In den 1970er Jahren wurden sie als Gartenhäuschen verkauft.
- Im Jahr 1951 wurden die ersten von Konstal hergestellten Kriegsstraßenbahnwagen ausgeliefert: der Typ N. Die ersten 30 Triebwagen bekamen die Nummern 161–190, die übrigen 18 191-209. Zu Beginn der 1960er Jahre wurden sie zu Einrichtungswagen umgebaut und später nach Warschau abgegeben.
- Ab 1957 kamen die Konstal-Wagen der Typen 4N und 4N1 nach Posen (Nr. 210–262), die in Polen in großen Stückzahlen gebaut wurden und nach dem Krieg eigentlich die polnischen Einheitswagen wurden. Mitte der 1960er Jahre wurden sie nach Warschau weitergegeben.
- 71 Konstal 102N(a) Einzelgelenk-Straßenbahnwagen wurden zwischen 1969 und 1972 ausgeliefert (Wagen 1–71). Da die Wagen technisch verschlissen waren, wurden sie schon in den 1990er Jahren abgestellt.
- Zwischen 1991 und 1995 übernahm Posen 20 gebrauchte Doppelgelenk-Achtachser aus Amsterdam. Es handelte sich um Gelenktriebwagen der Typen 1G und 2G, die zwischen 1957 und 1959 von Beijnes in Haarlem gebaut worden waren (Serie 551–385, später 851–887). Die Wagen wurden grün und gelb lackiert und behielten ihre charakteristischen großen Linienfilmkästen. Da einige Wagen als Ersatzteilspender gebraucht wurden, um die anderen in Betrieb zu halten, kamen davon elf sehr regelmäßig zum Einsatz. Diese behielten in Posen ihre eigenen Wagennummern. Im Jahr 2003 kam als Ersatz der 1G und 2G ein Teil der 3G-Serie aus 1960 mit den Nummern 602–634 nach Posen. Diese erhielten Nummern aus dem 800er Block. Zwischenzeitlich gingen diese Holendry genannten Wagen aus der ersten Schenkung im Jahr 2011 außer Dienst. Der Wagen 805 wurde als Museumswagen erhalten.
- Mehrere Duewag-Einheitswagen wurden zwischen 1995 und 2005 nach Posen verkauft. Ein GT6 im Jahr 1996, 57 GT8 von der Straßenbahn Düsseldorf und ein GT8-ZR (Zweirichtungsausführung) fanden ihren Weg nach Posen. Ihr Spitzname ist Helmut. Am 10. November 2019 endete der planmäßige Einsatz der Fahrzeuge. Drei Fahrzeuge sind für den Einsatz als Arbeitsfahrzeuge vorgesehen, während der GT6 mit der Wagennummer 2513 und der GT8 mit der Wagennummer 702 als Museumswagen auf der Linie 0 eingesetzt werden. Der GT8 mit der Wagennummer 697, welcher ursprünglich als Sechsachser an die Straßenbahn Neuss ausgeliefert und nach der Betriebseinstellung an die Straßenbahn Düsseldorf abgegeben wurde, welche sie zum Achtachser umbauten, wurde wieder an Düsseldorf abgegeben. Darüber hinaus wurde 2020 der GT8 mit der Wagennummer 711 an das Hannoversche Straßenbahn-Museum abgegeben, um dort den GT6 Nr. 2304 zu ersetzen, welcher nach Sturmschäden durch einen umgestürzten Baum irreparabel beschädigt wurde.[2]
- 2001 wurden von der Straßenbahn Frankfurt am Main 14 Fahrzeuge des Typs N übernommen, die bis 2017 ausgemustert wurden.[3]

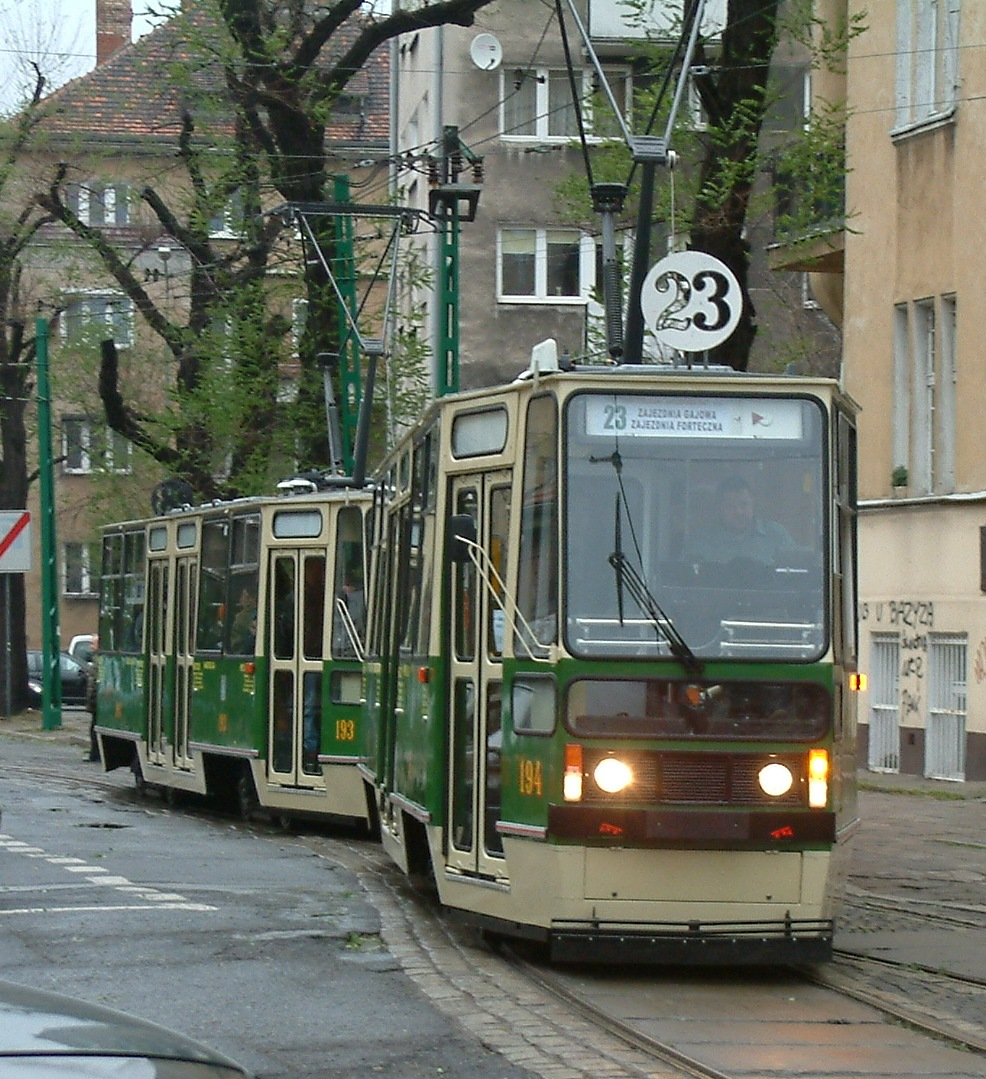
Die zwei restaurierten Konstal 105N

### Museumswagen

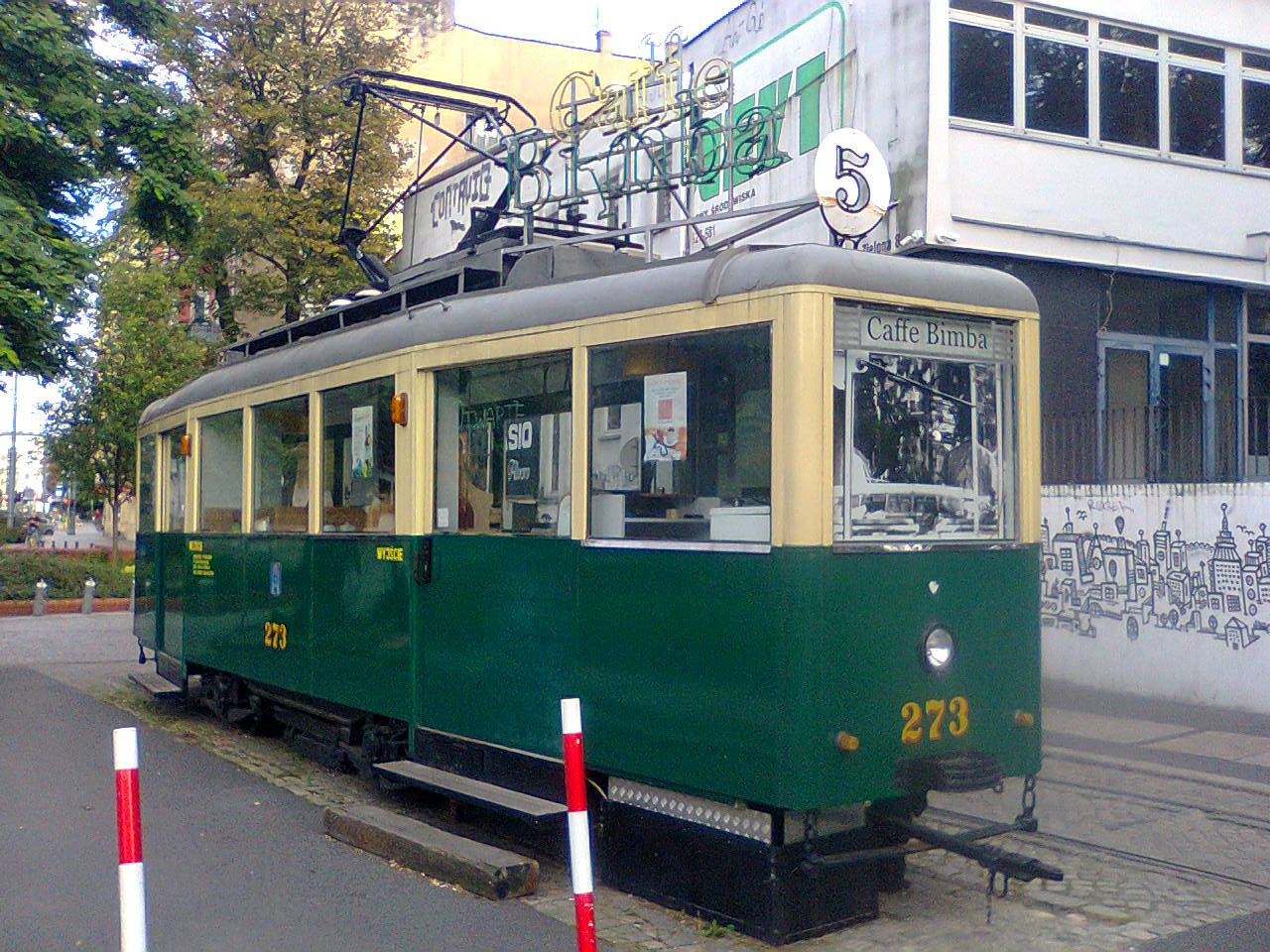
Museumswagen als Café

Im Gegensatz zu vielen anderen polnischen Städten, die kaum Fahrzeuge aus der Zeit vor dem Zweiten Weltkrieg als Museumswagen präsentieren können, gibt es in Posen:
- ein Herbrand-B3/HO-Pferdebahnwagen

In Erwartung einer Restaurierung einige Vorkriegs-Triebwagen:
- ein Triebwagen von Carl Weyer & Cie. aus Düsseldorf, Typ W, 1904/11 (Nr. 305)
- ein Triebwagen aus dem Jahr 1930, Typ Wismar Niesky S2D, der die Nummer 423 bekommen soll. Dieser Wagen kam im Zweiten Weltkrieg gebraucht aus Stettin und wurde in einer Kleingartenanlage in Suchy Las gefunden. Er ist ein seltenes elegantes Mitteleinstiegsmodell mit niedrigem Wagenboden.
- ein Fuchs-KSW-Wagen (Nr. 158), der sich in sehr schlechtem Zustand befindet
- ein Konstal-N-Triebwagen (Nr. 2024)

Für Museumsfahrten sind verfügbar:
- ein Konstal-4NJ-Triebwagen (Nr. 602) und ein 4D-Beiwagen aus den Jahren 1950–1970
- ein Konstal-102N-Gelenktriebwagen aus den 1960er Jahren mit charakteristischer nach vorn geneigter Windschutzscheibe (Nr. 1)
- zwei vierachsige Konstal-105N-Triebwagen mit den Nummern 193 und 194
- ein GT8-Duewag-Doppelgelenk-Achtachser, der als Nr. 608 in der Farbgebung der Rheinbahn auf der touristischen Linie 0 eingesetzt wird
- ein GT6-Duewag-Gelenk-Sechsachser mit der der Fahrzeugnummer 2513

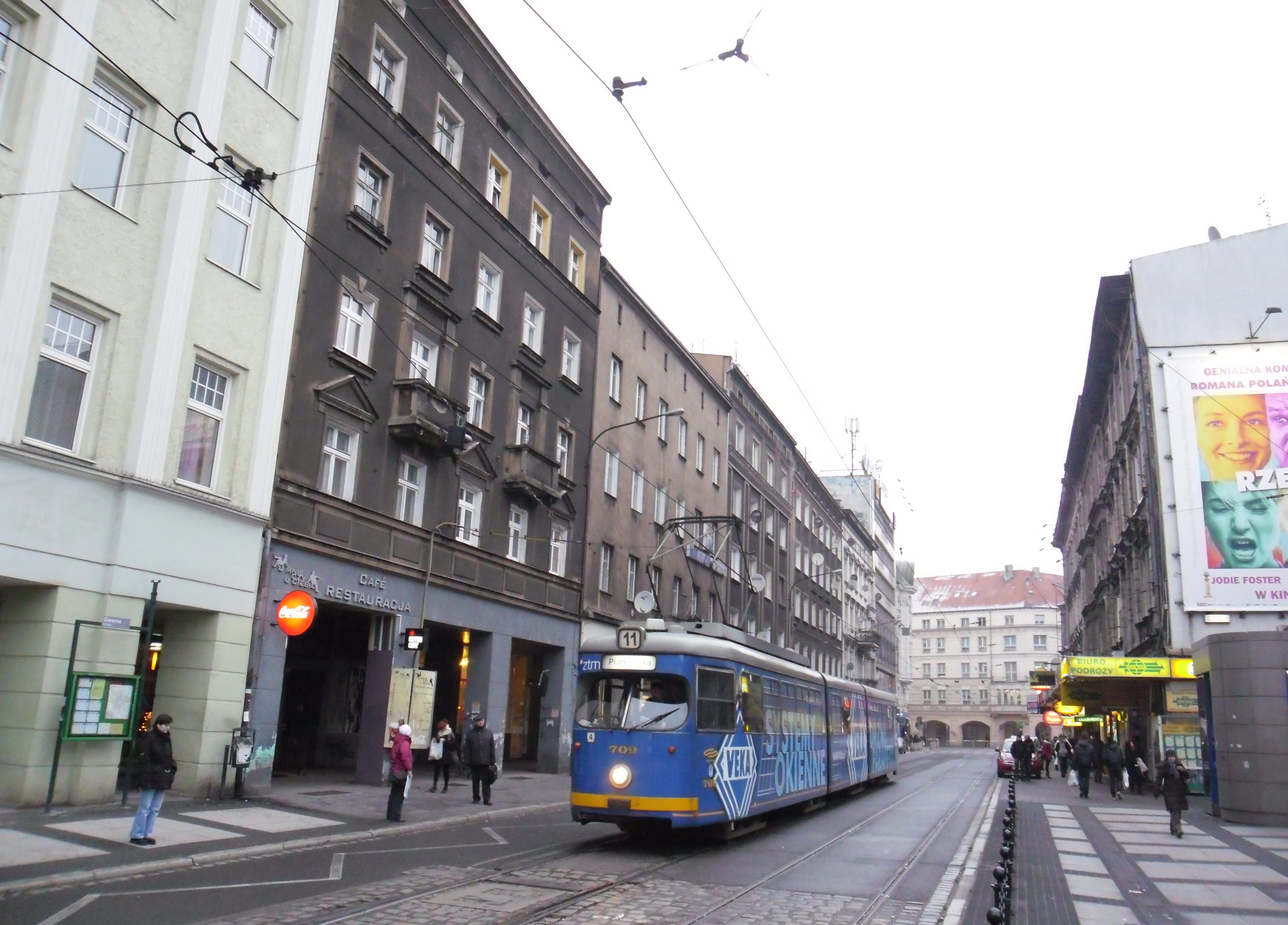
Duewag GT8 ex-Rheinbahn Düsseldorf auf Linie 11, Nr. 709

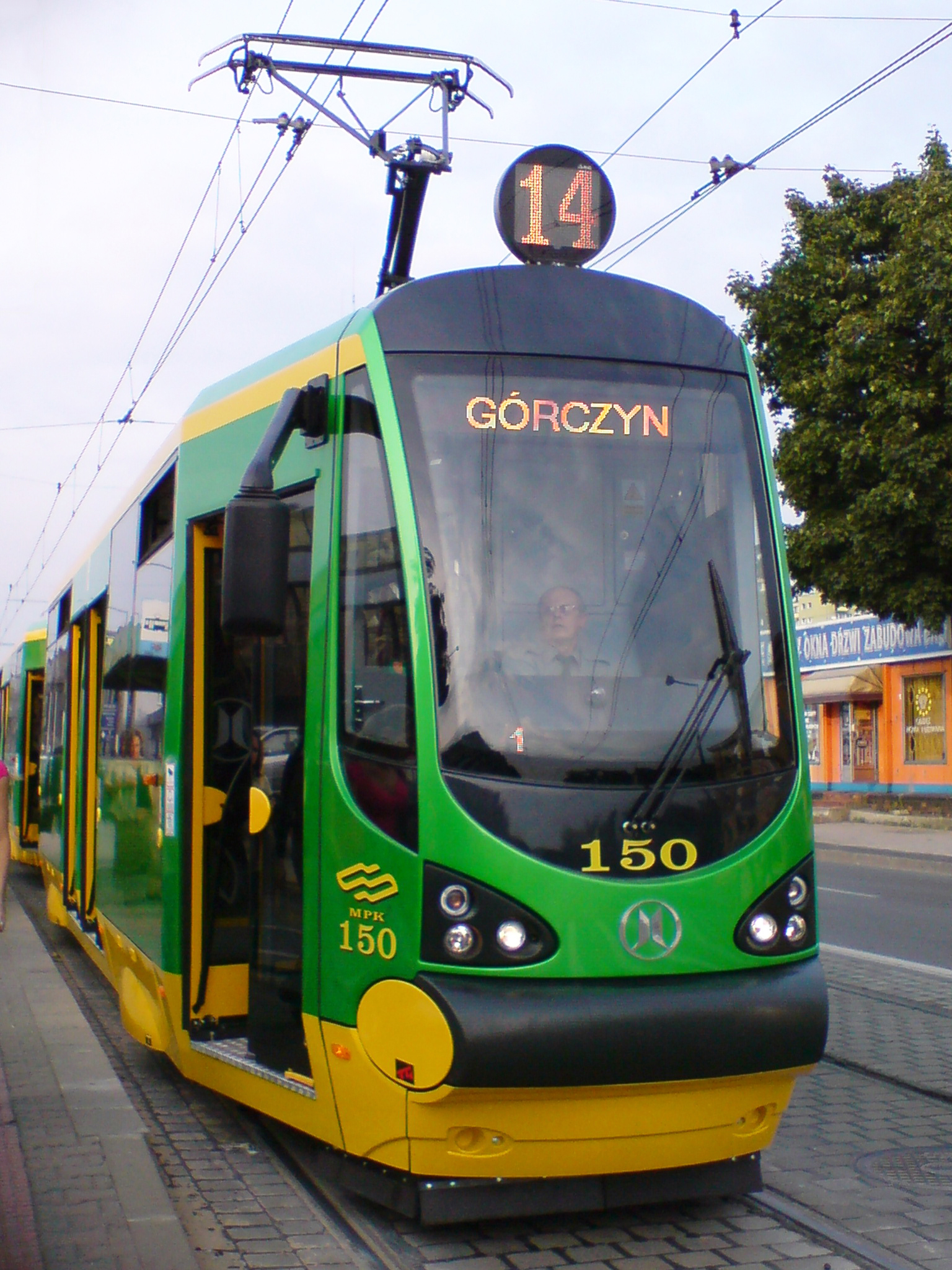
Moderus-Alfa-Wagen

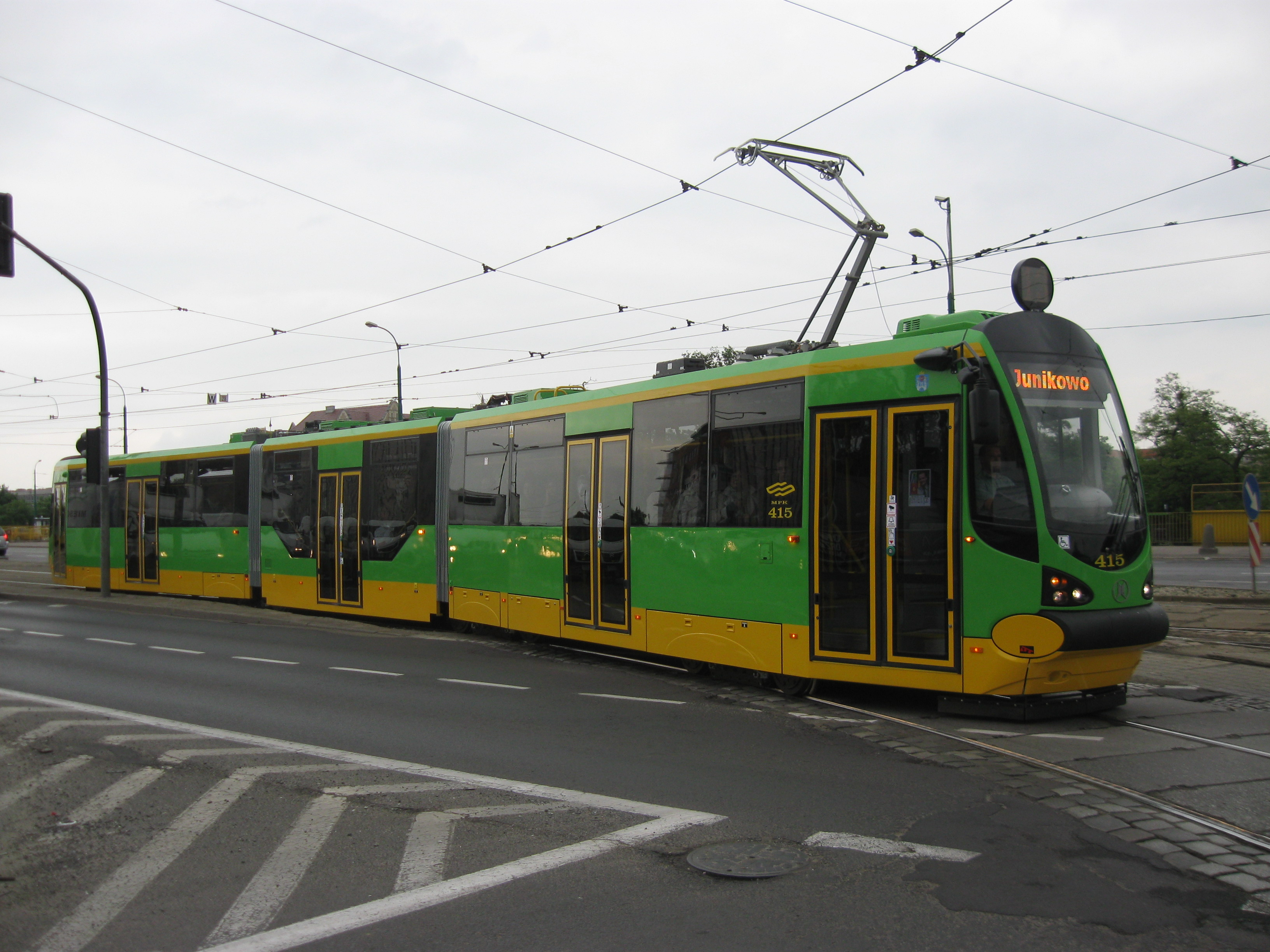
Moderus-Beta-Wagen auf Linie 13, Roosevelt-Straße, 17. Mai 2011

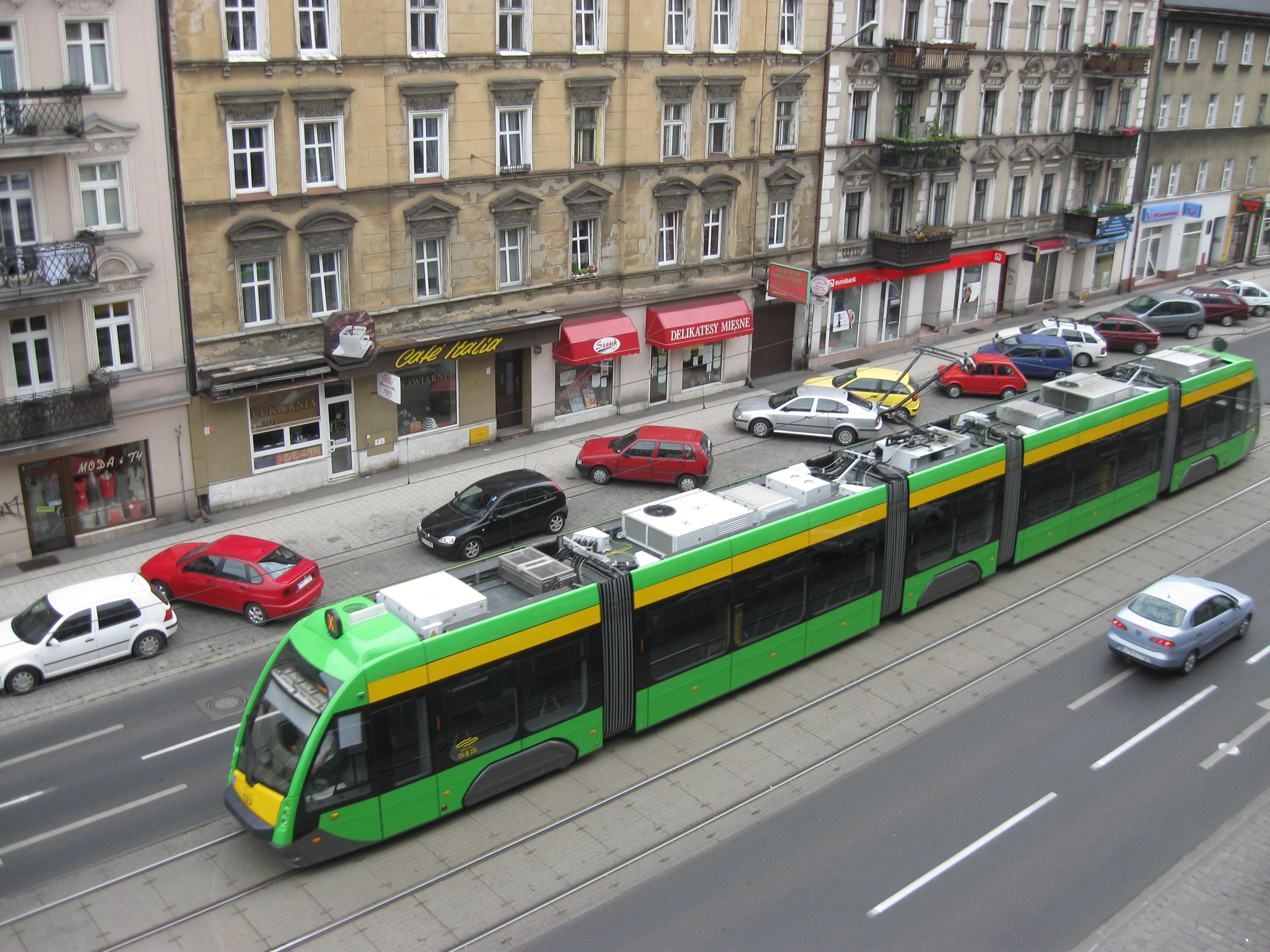
Solaris Tramino

### Heutiger Wagenpark
- 206 vierachsige Konstal-105Na-Triebwagen, gebaut zwischen 1979 und 1992. Ihr Spitzname ist Aquarium. Davon sind (Stand September 2024) noch ungefähr 50 Stück im Einsatz.[4]
- 40 Moderus-Alfa-Wagen. Dies sind modernisierte Konstal-105N-Wagen, die eine neue Innenausstattung, eine neue elektrische Ausrüstung und ein erneuertes Außendesign bekamen.
- 53[4] Moderus-Beta-Wagen, die aus zwei alten Konstal-105N-Wagen bestehen, verbunden mit einem Niederflur-Mittelteil. Die ersten dieser Wagen gingen 2011 nach einem umfassenden Umbau, der 2,9 Millionen Złoty kostete, in Betrieb. Es gibt 43 Einrichtungswagen zweier Serien und zehn Zweirichtungswagen.[4]
- 2004 wurden insgesamt sechs O-Wagen von der Straßenbahn Frankfurt am Main übernommen, von denen (Stand September 2024) noch drei Fahrzeuge in Einsatz sind.[4]
- 14 fünfteilige Siemens-Combino-Gelenkwagen, nummeriert von 501–514, wurden 2004 angeschafft. Wegen eines Konstruktionsfehlers, der europaweit zu Problemen führte – unter anderem in Potsdam – wurden sie vom Hersteller überarbeitet. Wegen der großen Probleme beschloss der Straßenbahnbetrieb, keinen Folgeauftrag für diesen Typ zu erteilen.
- 16 Tatra-RT6N1-Wagen (399–414). Zehn dieser Wagen wurden für die Inbetriebnahme der Stadtbahn im Jahr 1997 beschafft. Später folgten vier Wagen gebraucht aus Prag und zwei Stück aus Brünn.[4] Sie zeigen äußerliche Ähnlichkeiten mit den ersten neuen Niederflurwagen für die Strassenbahn Genf. Die Störungsanfälligkeit dieser Wagen erwies sich als sehr hoch und sie wurden ziemlich schnell auf andere Straßenbahnlinien verbannt. Die RT6N1 wurden 2012 bis 2015 umgebaut, um ihre Zuverlässigkeit zu erhöhen.
- 45[4] fünfteilige, 32 Meter lange Solaris-Tramino-S105P-Niederflurwagen, mit drei zweiachsigen Laufwerken, im Jahr 2011 angeschafft. Es handelte sich ursprünglich um einen Auftrag im Umfang von 342 Millionen Złoty für 40 Wagen mit einer Option für 20 weitere. Die ersten 45 Wagen sollten bei der Fußball-Europameisterschaft 2012 eingesetzt werden. Diese modernen Straßenbahnwagen von einem ursprünglichen Omnibushersteller sind 2,4 Meter breit und können maximal 230 Fahrgäste befördern. Die Türen sind 1,5 Meter breit, um den Fahrgastwechsel zu beschleunigen. Es wurde eine Reminiszenz an die alten Liniennummernschilder gebracht, indem diese neuen Wagen, genau wie die Moderus-Alfa- und -Beta-Wagen, auf dem Dach oberhalb der Frontscheibe eine runde Matrixanzeige für die Liniennummer erhielten.
- 2017 wurden insgesamt 50 dreiteilige Straßenbahnen vom Typ Moderus Gamma des in Poznań ansässigen Herstellers Modertrans mit einer Länge von 31,4 Metern sowie einer Breite von 2,4 Metern bestellt, welche zwischen 2018 und 2019 ausgeliefert wurden. Die Bestellung mit einem Gesamtwert von 397 Mio. PLN teilte sich in 30 Einrichtungsfahrzeuge mit einem Wert von 7,7 Mio. PLN pro Fahrzeug sowie in 20 Zweirichtungsfahrzeuge mit einem Wert von 8 Mio. PLN pro Fahrzeug auf. Darüber hinaus ist bereits seit 2017 ein Prototyp vorhanden, welcher in Gegensatz zu den Serienfahrzeugen ein fünfachsiger Multigelenkwagen ist.[5]
- Ende 2024 wurde ein Vertrag zum Kauf von bis zu 24 gebrauchten Zweirichtungs-Niederflurstraßenbahnen des Typs R1.1 der Straßenbahn Bonn abgeschlossen.[6] Der erste Wagen wurde Ende Januar 2025 nach Posen transportiert, die restlichen Fahrzeuge sollen bis Jahresende folgen.[7]
- Im August 2023 wurden zunächst zehn und optional 20 weitere Moderus-Gamma-Zweirichtungswagen bestellt.[8] Im Juli 2024 folgte die Einlösung der Option.[9] Die Auslieferung begann im Januar 2025 und soll bis Mitte 2026 abgeschlossen sein.[10]

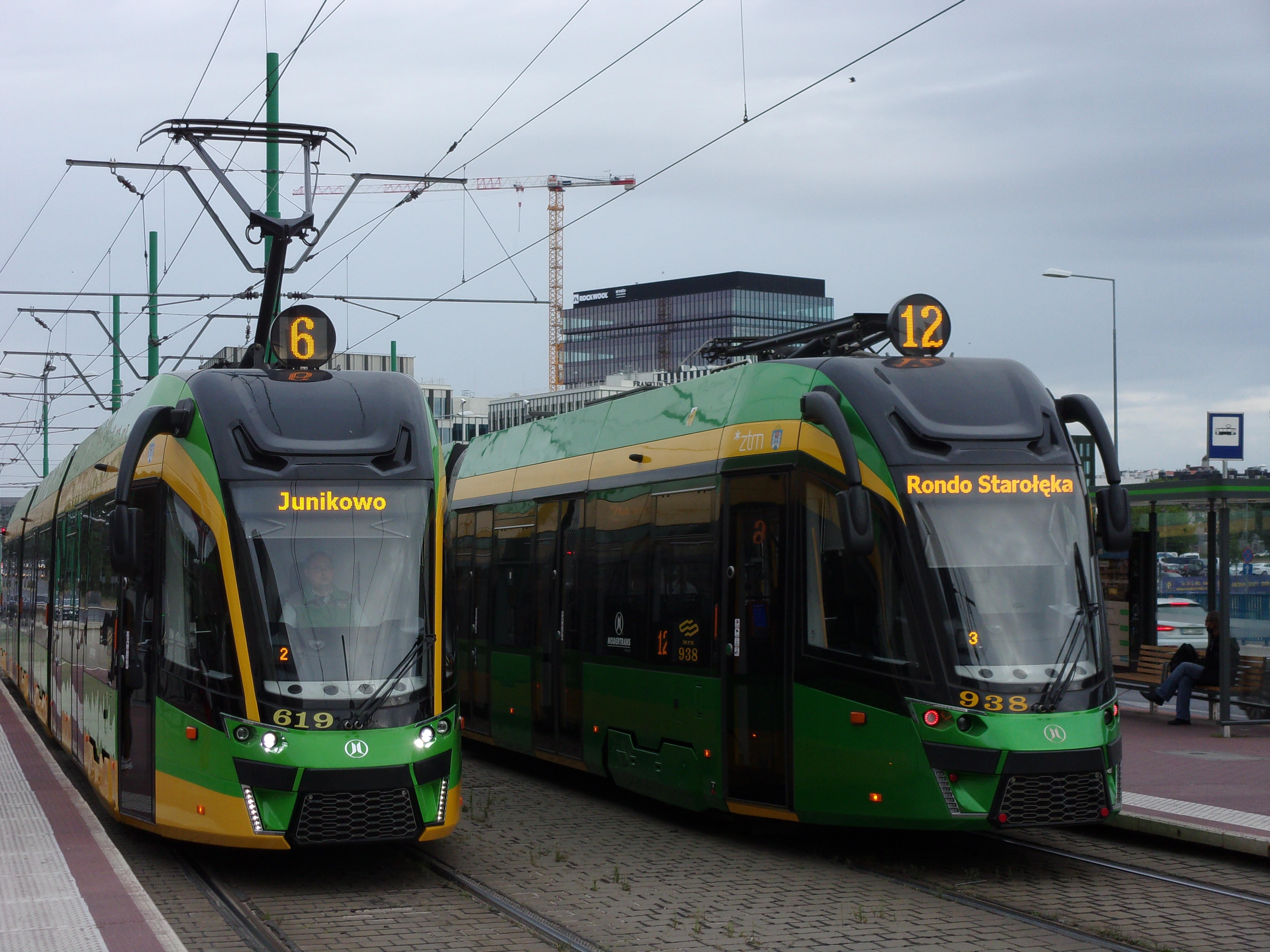
Moderus-Gamma-Wagen

### Zukünftige Beschaffungen
Mit der zweiten Moderus-Gamma-Beschaffung und den R1.1 wird angestrebt, sowohl die noch vorhandenen O-Wagen zu ersetzen als auch den Anteil an Zweirichtungsfahrzeugen im Fahrzeugpark zu erhöhen. Im August 2025 wurde jedoch wieder eine Ausschreibung zur Beschaffung von zehn und optional 20 weiteren Einrichtungswagen veröffentlicht. Im Vorfeld dieser wurde diskutiert, Fahrzeuge mit einer Länge von 40 Metern statt der bei vorherigen Beschaffungen gewählten bis zu 32 Meter zu verlangen. Der Verkehrsbetrieb entschied sich jedoch wieder für eine Länge von 30,5 bis 32 Metern als Anforderung.